# Zweiband-Wespenschwebfliege
Die Zweiband-Wespenschwebfliege (Chrysotoxum bicinctum) ist eine Art aus der Familie der Schwebfliegen (Syrphidae).

## Merkmale
Die Art erreicht eine Körperlänge von 10 bis 12 Millimetern. Ihr schwarzer Hinterleib trägt zwei charakteristische gelbe Binden; eine breite am zweiten und eine schmale am vierten Segment. Das dritte Hinterleibssegment ist schwarz, was sie von den anderen Arten der Gattung Chrysotoxum unterscheidet, die an allen drei Segmenten etwa gleich breite, gelbe Binden aufweisen. Gelegentlich ist aber auf der Oberseite des dritten Hinterleibssegmentes von C. bicinctum ein feiner, zweigeteilter Ansatz einer gelben Binde zu erkennen. Auch am fünften Hinterleibssegment findet sich eine sehr feine, zweigeteilte gelbe Binde. Das Mesonotum ist schwarz und trägt in der Mitte zwei mehr oder weniger schwach zu erkennende hellgraue Längsstreifen. An der Seite des Mesonotums befindet sich jeweils eine gelbe, etwa in der Mitte unterbrochene Seitenlinie. Das Schildchen (Scutellum) ist mattschwarz gefärbt. Das Gesicht ist gelb und mit einer schwarzen Mittelstrieme gezeichnet, die ersten beiden Glieder der schwarzen Fühler sind gemeinsam länger, als das Dritte. Die Flügel sind bis auf einen großen dunkelbraunen Fleck am Vorderrand nahe der Spitze durchsichtig. Die Femora (Schenkel) der vorderen und mittleren Beinepaare sind basal schwarz, die der Hinterbeine sind es zu 80 Prozent. Die übrigen Glieder der Beine sind gelb gefärbt.

## Ähnliche Arten
Die Zweiband-Wespenschwebfliege kann leicht mit der Breitband-Waldschwebfliege (Dasyrphus tricinctus) verwechselt werden, die aber vor allem durch ihre kürzeren Fühler, den schmalen dunklen Fleck auf den Flügeln, das Fehlen der gelben Seitenlinien am Mesothorax und der gelben Binde am dritten Hinterleibssegment unterschieden werden kann.

## Vorkommen und Lebensraum
Die Art kommt in der gesamten Holarktis vor. Man findet sie an Waldrändern, Flussufern, Lichtungen und auf Wiesen. Sie sind nicht häufig, aber weit verbreitet, wie zum Beispiel auch in städtischen Bereichen. Ihre Flugzeit ist von Mai bis September mit einem Höhepunkt im Juli.

## Lebensweise
Die Imagines sind schnelle Flieger. Männchen schweben meist in einer Höhe von zwei bis drei Metern und lassen sich zur Rast auf der Grundvegetation nieder. Die Fliegen ernähren sich von Nektar. Man findet sie vor allem an Doldenblüten, häufig an Pastinaken und Bibernellen. Die Larven leben im Boden, meist in der Nähe von Ameisenhaufen und ernähren sich zoophag, unter anderem von Blattläusen, die an Wurzeln saugen.